# Dubbelstipparelmoervlinder
De dubbelstipparelmoervlinder (Brenthis hecate) is een vlinder uit de familie Nymphalidae (Aurelia's), onderfamilie Heliconiinae. De wetenschappelijke naam is voor het eerst geldig gepubliceerd in 1775 door Michael Denis & Schiffermüller.
De soort komt voor in Europa.